# Protarache melaphora
Protarache melaphora är en fjärilsart som beskrevs av George Francis Hampson 1910. Protarache melaphora ingår i släktet Protarache och familjen nattflyn. Inga underarter finns listade i Catalogue of Life.